# Neoregelia carinata
Neoregelia carinata är en gräsväxtart som beskrevs av Elton Martinez Carvalho Leme. Neoregelia carinata ingår i släktet Neoregelia och familjen Bromeliaceae. Inga underarter finns listade i Catalogue of Life.